# Struktura
Struktura (lat.: structura = kombinacija po pravilima, odn. lat.: struere = uslojavanje = spajanje) je temeljni pojam koji obuhvaća sustav elemenata i njihovoga aktivnog međusobnog odnosa te prepoznavanje, promatranje, i stabilnost uzoraka.
Koristi se za objašnjenje na primjer od dječjeg verbalnog opisa sniježnih pahuljica do detaljne analize znanstvenih svojstva magnetskih polja: pojam strukture bitan je temelj za gotovo svaki način istraživanja i otkrića u znanosti, filozofiji te umjetnosti. 

## Vrste struktura
- biološka struktura
- kemijska struktura
- struktura građevine
- glazbeni sastav
- društvene strukture
- struktura podataka